# Свечинское городское поселение
Свечинское городское поселение — муниципальное образование в составе Свечинского района Кировской области России, существовавшее в 2006 — 2020 годах.
Центр — посёлок городского типа Свеча.

## История
Свечинское городское поселение образовано 1 января 2006 года согласно Закону Кировской области от 07.12.2004 № 284-ЗО.
Законом Кировской области от 23 декабря 2010 года № 595-ЗО к Свечинскому городскому поселению присоединено Свечинское сельское поселение с центром в деревне Самоулки. При этом образовано новое Свечинское сельское поселение с центром в селе Юме, которое включает другие населённые пункты.
Законом Кировской области от 20 декабря 2019 года № 331-ЗО объединены входящие в состав Свечинского муниципального района Свечинское городское поселение и Свечинское сельское поселение и наделено вновь образованное муниципальное образование статусом муниципального округа с административным центром в поселке городского типа Свеча (далее – Свечинский муниципальный округ).

## Население
| 2009  | 2010  | 2011  | 2012  | 2013  | 2014  | 2015  |
| ----- | ----- | ----- | ----- | ----- | ----- | ----- |
| 4744  | ↗4760 | ↘4748 | ↗6092 | ↘5962 | ↘5834 | ↘5713 |
| 2016  | 2017  | 2018  | 2019  | 2020  |       |       |
| ↘5616 | ↘5560 | ↘5455 | ↘5283 | ↘5187 |       |       |

## Состав
В состав поселения после присоединения 2010 года входили 22 населённых пункта:
| - пгт Свеча - деревня Самоулки - железнодорожная будка 815 км - деревня Адовщина - деревня Глушки - деревня Глушковы - деревня Горюшки - деревня Еременки | - село Ивановское - деревня Малиновка - деревня Малые Патраченки - деревня Марьины - деревня Мокрецы - деревня Немовщина - деревня Никитенки | - деревня Огрызки - хутор Привольное - деревня Рогожники - деревня Рыбаковщина - деревня Черпаки - деревня Шумихины - деревня Юдинцы |